# Louise Charlotte van Mecklenburg-Schwerin

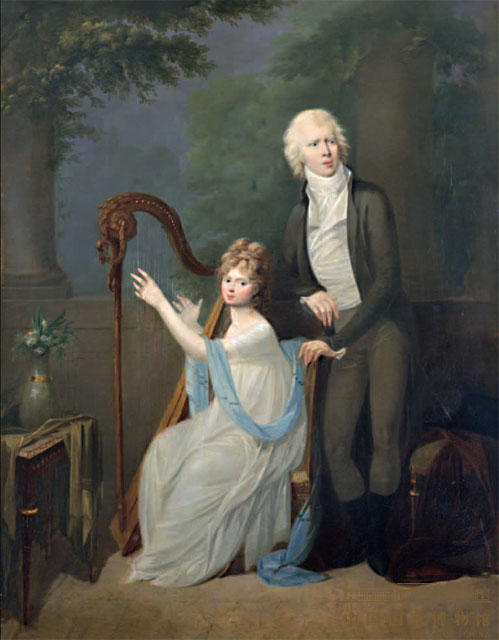
Portret van Louise Charlotte van Mecklenburg-Schwerin (zittend aan de harp) en haar echtgenoot August van Saksen-Gotha-Altenburg door Alexander Molinari, gemaakt tussen 1797 en 1800.

Louise Charlotte van Mecklenburg-Schwerin (Schwerin, 19 november 1779 — Gotha, 4 januari 1801) was van 1797 tot aan haar dood erfprinses van Saksen-Gotha-Altenburg. Ze behoorde tot het huis Mecklenburg.

## Levensloop
Louise Charlotte was de oudste dochter van hertog Frederik Frans I van Mecklenburg-Schwerin uit diens huwelijk met Louise, dochter van hertog Johan August van Saksen-Gotha-Altenburg.
In 1795 werd ze verloofd met koning Gustaaf IV Adolf van Zweden (1778-1837), maar een jaar later verbrak die de verloving. Haar vader was hier niet over te spreken en eiste een compensatie. Uiteindelijk sloten Zweden en Mecklenburg-Schwerin in 1803 het verdrag van Malmö, waarbij Gustaaf Adolf Wismar – een Duitse stad die toen in bezit was van Zweden – aan Frederik Frans I schonk.
Uiteindelijk huwde Louise op 21 oktober 1797 in Ludwigslust met erfprins August van Saksen-Gotha-Altenburg (1772-1822). Het huwelijk was ongelukkig; haar echtgenoot misbruikte haar en Louise Charlotte wilde van hem scheiden, maar haar familie dwong haar om bij haar echtgenoot te blijven. Ze werd omschreven als heel blond, niet erg aantrekkelijk, maar ook als geestig, getalenteerd, gecultiveerd en prettig gemanierd.
In december 1800 schonk ze het leven aan haar enige dochter Louise (1800-1831), die in 1817 huwde met hertog Ernst I van Saksen-Coburg en Gotha, van wie ze in 1826 alweer scheidde. Louise Charlotte zou nooit echt herstellen van de bevalling en stierf begin januari 1801 op 21-jarige leeftijd. Haar echtgenoot werd drie jaar later hertog van Saksen-Gotha-Altenburg.